# Inejirō Asanuma
Inejirō Asanuma (født 27. december 1898, død 12. oktober 1960) var en japansk politiker, der var formand for Japans Socialistparti fra 1955 til 1960. Han blev senere en respekteret, men kontroversiel fortaler for socialismen i efterkrigstidens Japan. Asanuma blev kendt for sin støtte til Folkerepublikken Kina, heriblandt også hans kritik af forholdet mellem USA og Japan.
Asanuma blev myrdet under en tv-debat af en højreekstremist den 12. oktober 1960.  Hans død medførte forargelse i den japanske befolkning og inspirerede andre copycat-forbrydelser.

## Liv og karriere
Asanuma blev født den 27. december 1898. Han gik på Waseda-universitetet og dimitterede i 1923. I sin ungdom meldte han sig ind i Japans kommunistiske parti, men trak sig i 1924. I 1933 blev Asanuma valgt til Tokyos byråd og i 1936 til Japans underhus som medlem af Shakai taishūtō-partiet.
Selvom Asanuma var imod imperialismen, gav han i 1932 støtte for Manchukuo, og i 1938 støttede han fuldt ud den 2. kinesisk-japanske krig. Da partifællen Takao Saitō talte imod krigen i 1940, støttede Asanuma hans ekskludering fra partiet. Efter anden verdenskrig var Asanuma med til at stifte Japans Socialistparti. I efterkrigstiden støttede han Kinas kommunistiske parti og modsatte sig tætte forbindelser mellem Japan og USA. Han besøgte Kinas leder Mao Zedong i 1957 og 1959. Ved besøget i 1959 kaldte Asanuma USA for "Japan og Kinas fælles fjende."

## Død og eftermæle
Den 12. oktober 1960 deltog Asanuma i en tv-debat afholdt i Tokyo. Den 17-årige højreekstremist Otoya Yamaguchi løb op på scenen og stak ham med et wakizashi-sværd. Asanuma døde inden for få minutter af indre blødninger på trods af forsøg på at redde hans liv. Yamaguchi forsøgte efter attentatet at dræbe sig selv, men blev anholdt. Under sin afhøring fortalte Yamaguchi politiet om sine motiver, som var en blanding af modstand mod Asanuma. Han ville også forhindre ydre spredning af venstrefløjsbevægelser. Den 2. november 1960 skrev Yamaguchi på væggen i sin fængselscelle: "Længe leve kejseren" med tandpasta, hvorefter han hængte sig selv.
Efter Asanumas død blev Saburō Eda valgt som leder af Japans Socialistparti. Eda fik partiet i en mere centreret retning, langt hurtigere end hvad partifællerne var klar til. Dette førte til interne konflikter og skadede partiets evne til at præsentere et klart budskab. I de næste mange år fortsatte partiet med at skifte ledere, og antallet af mandater faldt. Partiet blev opløst i 1996. Attentatet på Inejirō Asanuma ville blive det sidste på en japansk politiker i 42 år, indtil attentatet på Kōki Ishii i 2002. Asanuma ligger begravet på Tama kirkegård i Tokyo.